# Einbahnstraße (Buch)

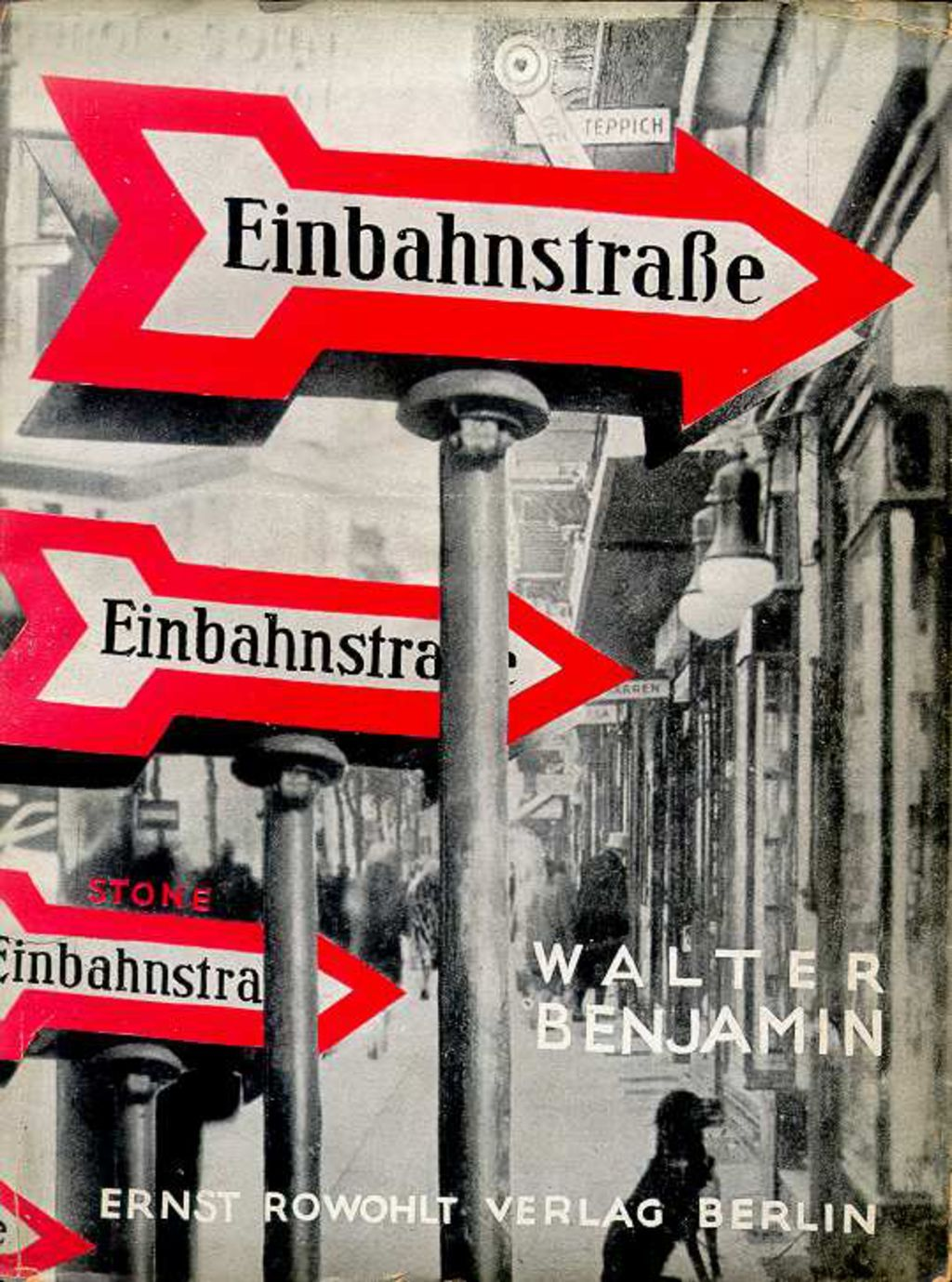
Titelbild der ersten Ausgabe von Einbahnstraße.

Einbahnstraße ist eine philosophisch-literarische Schrift Walter Benjamins, die zuerst 1928 im Rowohlt Verlag erschien. Die Sammlung kurzer Texte, die nur rund 80 Druckseiten umfasst, ist vor allem wegen ihrer vielen aphoristischen Formulierungen bekannt. Sie ist das einzige literarische Werk Benjamins, das zu Lebzeiten erschien.

## Erscheinungsgeschichte
Die erste Ausgabe von Einbahnstraße erschien 1928 nicht als Buch, sondern als Broschüre mit einem Umschlag, den der russische Fotograf Sasha Stone gestaltet hatte.

## Literarische Form
Einbahnstraße ist vor allem wegen seiner ungewöhnlichen Form bemerkenswert: Das Buch enthält über 100 kurze, mitunter fragmentarisch anmutende literarische Miniaturen, die scheinbar unzusammenhängend aufeinanderfolgen. Darunter befinden sich Traumprotokolle und Erinnerungen, Sentenzen und Aperçus, Thesen, Reisebeschreibungen, Porträts, Stillleben und Skizzen. Einige Texte ähneln auch Tagebucheinträgen. Die einzelnen Beiträge lassen sich kaum unter einer literarischen Gattung zusammenfassen, wegen ihrer vielen prägnanten Formulierungen („Gaben müssen den Beschenkten so tief betreffen, daß er erschrickt.“) wurde Einbahnstraße aber häufig der Aphoristik zugeordnet („Zitate in meiner Arbeit sind wie Räuber am Weg, die bewaffnet hervorbrechen und dem Müßiggänger die Überzeugung abnehmen.“). Benjamin selbst prägte später den Begriff „Denkbilder“ für seine Form der literarisch-philosophischen Miniatur, in einem Beitrag in Kindlers Literatur Lexikon wurde Benjamins literarisches Verfahren darüber hinaus als allegorisierend gedeutet.
Gegliedert ist Einbahnstraße durch zahlreiche Zwischen- und Unterüberschriften, die teilweise die Sprache zeitgenössischer Flugblätter, Plakate oder Schilder aufnehmen („Diese Anpflanzungen sind dem Schutze des Publikums empfohlen“, „Achtung Stufen!“, „Ankleben verboten!“), Waren („Normaluhr“, „Handschuhe“, „Kurzwaren“) oder Orte des zeitgenössischen Großstadtlebens („Tankstelle“, „Frühstücksstube“, „Ministerium des Innern“, „Tiefbauarbeiten“, „Coiffeur für penible Damen“, „'Augias' Automatisches Restaurant“, „Briefmarkenhandlung“) bezeichnen. Die Zwischentitel stehen oft in einem – mitunter etwas rätselhaften – Spannungsverhältnis zu den Textabschnitten, die ihnen folgen. Einigen Absätzen sind Mottos bzw. Zitate französischer Autoren (Charles Baudelaire, Marcel Proust, Stéphane Mallarmé) vorangestellt.
Eine klare Ordnung in der Abfolge der einzelnen Beiträge ist nicht erkennbar. Kindlers Neues Literaturlexikon sieht in der äußeren Form von Einbahnstraße deshalb Ähnlichkeiten zum Traktat, in der zeitgenössischen Rezeption wurde darüber hinaus die Verwandtschaft mit surrealistischen Montageverfahren bemerkt.
Die Typographie und Gestaltung der ersten Ausgabe von Einbahnstraße lässt deutliche Einflüsse von Bauhaus und Konstruktivismus erkennen, die in der Zeit der Weimarer Republik als moderne Stilrichtungen galten.

## Themen
Zu den Themen, die in Einbahnstraße behandelt werden, gehören das Verhältnis zwischen Mann und Frau, die Folgen der kapitalistischen Gesellschaftsordnung, Kindheits-Erinnerungen, die deutsche Inflation und deren Folgen sowie die bürgerliche Gesellschaft des 19. Jahrhunderts. Zu den bekanntesten Abschnitten von Einbahnstraße gehören Beitrage zu Literaturkritik, Poetik und der Rolle des Schriftstellers wie „Die Technik des Schriftstellers in 13 Thesen“, „Die Technik des Kritikers in 13 Thesen“ sowie das humoristische Listicle „Nr. 13“, das Bücher mit Prostituierten vergleicht („I. Bücher und Dirnen kann man ins Bett nehmen“).

## Wirkung
Obwohl Einbahnstraße bei ihrem Erscheinen kein starkes oder einhellig positives Echo hervorrief, erwies sich ihre – für damalige Verhältnisse – ungewöhnliche Form als folgenreich. Das Buch kann als formales Vorbild für Theodor W. Adornos Minima Moralia (1951) und Ernst Blochs Spuren (1930) gelten. Beide Autoren waren mit Benjamin befreundet.

## Fortsetzung
Bis Mitte der dreißiger Jahre stellt Benjamin eine „Nachtragsliste zur Einbahnstraße“ zusammen, die 43 Texte umfasste. Sie ist unter anderem in der kritischen Gesamtausgabe von Benjamins Werken abgedruckt.

## Zitate zuEinbahnstraße
- Theodor W. Adorno: „Die Technik der 'Einbahnstraße' ist der des Spielers verwandt. Nicht zuletzt darin liegt das Schockierende des Buches.“
- Ernst Bloch: „Dieser Sprachstil hat jene Fülle von Verkopplungen gedanklich, welche von Max Ernst bis Jean Cocteau den Surrealismus ausmacht. Die Verkopplung von Dort und   nächstem Hier, von brütenden Mythen mit dem exaktesten Alltag.“

## Ausgaben (Auswahl)
- Einbahnstraße. Rowohlt Berlin 1928. (Erste und einzige Ausgabe zu Lebzeiten, keine ISBN)
- Einbahnstraße. Suhrkamp Berlin 2001, ISBN 978-3-518-01027-3.
- Band 8: Einbahnstraße. In der Reihe: Werke und Nachlaß. Kritische Gesamtausgabe. Herausgegeben von Detlev Schöttker unter Mitarbeit von Steffen Haug. Suhrkamp Berlin 2009, ISBN 978-3-518-58524-5.